# The Best of Type O Negative
The Best of Type O Negative je hudební album, které bylo vydáno 12. září 2006 vydavatelstvím Roadrunner Records a obsahuje dvanáct písní skupiny Type O Negative vydaných u této společnosti. Firma Roadrunner Records toto album vydala bez souhlasu členů skupiny.

## Seznam skladeb
1. "Unsuccessfully Coping With The Natural Beauty Of Infidelity" – 12:37
2. "Christian Woman" – 4:29
3. "Black No. 1" – 4:40
4. "Too Late: Frozen" – 7:53
5. "Love You To Death" – 4:51
6. "My Girlfriend's Girlfriend" – 3:49
7. "Cinnamon Girl" (cover verze původně od Neila Younga) – 4:08
8. "Everyone I Love Is Dead" – 4:41
9. "Everything Dies" – 4:37
10. "Highway Star" (cover verze původně od Deep Purple) – 5:57
11. "I Don't Wanna Be Me" – 3:49
12. "Life Is Killing Me" – 6:47